# 大麻ひかり町
大麻ひかり町（おおあさひかりまち）とは、北海道江別市の町丁。郵便番号は069-0847。人口は1,975人、世帯数は819世帯（2023年12月1日現在）。丁目の設定のない単独町名である。住居表示は全域で未実施。

## 地理
大麻ひかり町は札幌市厚別区が隣接している地域で、町内を道道864号大麻東雁来線が横断している。

## 歴史
市の南西部に位置し、隣接地で宅地化が進行していたため早急な開発が望まれていた。 そして、1997年（平成9年）に「大麻土地区画整理事業」として造成が開始された。

### 年表
- 1997年（平成9年）
  - 5月15日 - 道知事により新野幌第２土地区画整理事業の組合設立許可申請が下りる[4]。
  - 5月19日 - 組合設立許可が公告される[4]。
- 2006年（平成18年）
  - 10月6日 - 換地処分の公告が行われる[4]。
  - 10月7日 - 換地処分の効力が生じ、同日に土地区画整理事業外の隣接地も町名を変更され、「大麻」から「大麻ひかり町」に変更された[4]。

### 町名の変遷
町名の変遷は以下の通りである。
| 実施後       | 実施年月日    | 実施前（各町名ともその一部） |
| ------------ | ------------- | ---------------------------- |
| 大麻ひかり町 | 2006年10月7日 | 大麻                         |

## 世帯数と人口
2023年（令和5年）12月1日現在の世帯数と人口は以下の通りである。
| 町丁         | 世帯    | 人口    |
| ------------ | ------- | ------- |
| 大麻ひかり町 | 819世帯 | 1,975人 |
| 計           | 819世帯 | 1,975人 |

## 小・中学校の通学区
小・中学校の通学区は以下の通り。
| 町丁         | 字・番地 | 小学校       | 中学校     |
| ------------ | -------- | ------------ | ---------- |
| 大麻ひかり町 | 全域     | 大麻西小学校 | 大麻中学校 |

## 施設

### 企業・店舗
- ワークマンプラス 江別大麻店（大麻ひかり町29-18）
- スーパーアークス大麻店（大麻ひかり町30-2）
- 天ぷら倶楽部 大麻店（大麻ひかり町33-1）
- ENEOS チャレンジ三番通SS（北海道エネルギー）（大麻ひかり町42-4）

### 公共
- 北海道大麻高等学校（大麻ひかり町2-2）
- こまゆみ公園（大麻ひかり町16-1）
- あかまつ公園（文京台南町46）

## 交通

### 鉄道
- 鉄道駅は町内には存在しない。最寄り駅は■函館本線の大麻駅。
  -  北海道旅客鉄道
    - ■函館本線

### バス
大麻ひかり町の町内に停車するバスは、ジェイ・アール北海道バス・中央バスが運行している。

### 道路

#### 一般国道
- 町内に一般国道は通っていない。

#### 一般道道
- 道道864号　大麻東雁来線

#### 都市計画道路
- 3・3・303 ３番通[7]
- 3・4・313 ２番通[7]
- 3・4・345 １６丁目通[7]